# متویل، میشیگان
متویل (به انگلیسی: Mottville Township) یک منطقهٔ مسکونی در ایالات متحده آمریکا است که در شهرستان سنت ژوزف، میشیگان واقع شده‌است.
 متویل ۵۱٫۷ کیلومتر مربع مساحت و ۱٬۴۹۹ نفر جمعیت دارد و ۲۴۲ متر بالاتر از سطح دریا واقع شده‌است.